# Suat Hilmi Berk
Suat Hilmi Berk, född 1901, död 2002, var en turkisk jurist.
Hon blev 1925 Turkiets första kvinnliga domare. 